# إيلا كنتوس

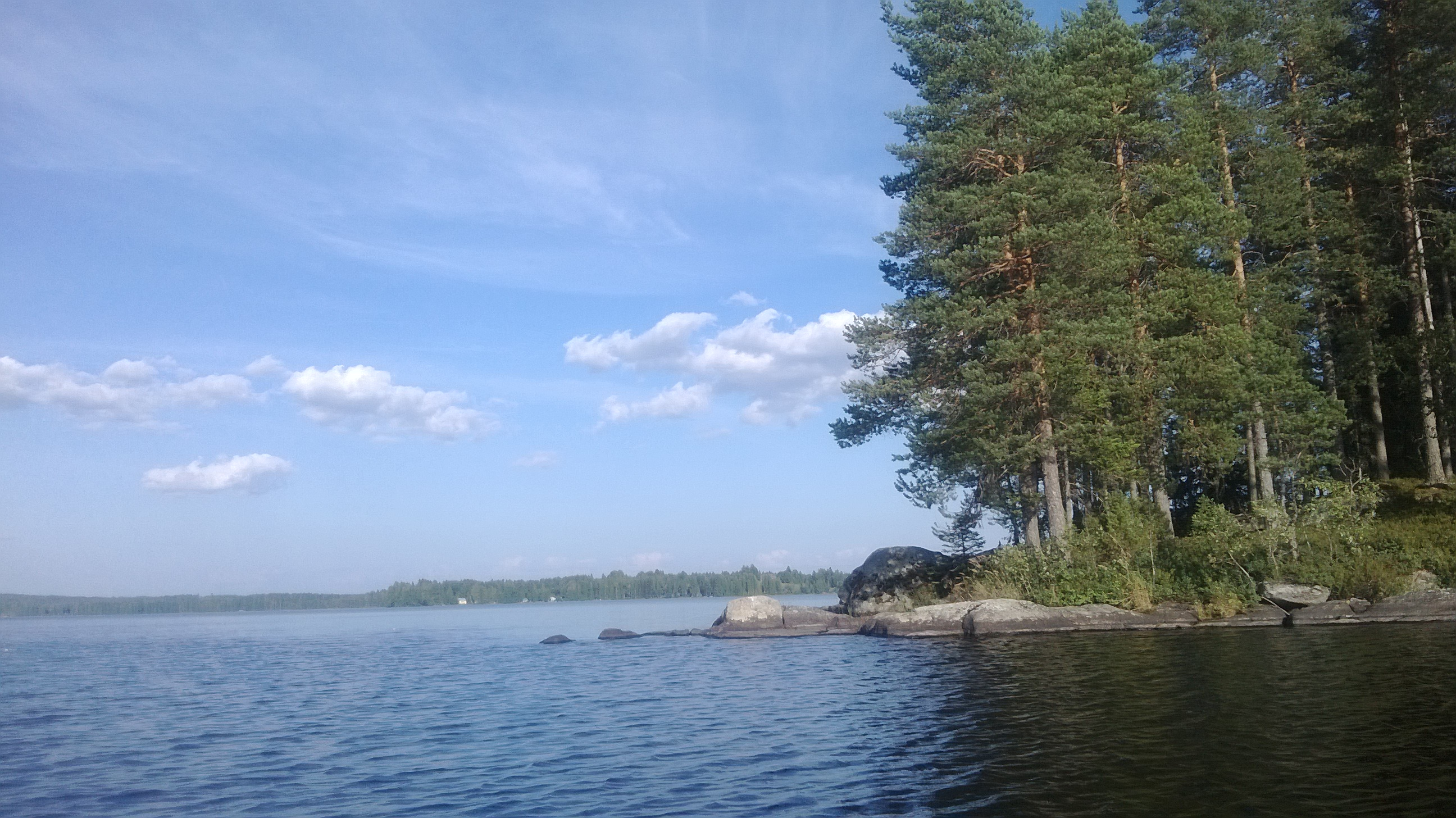
إيلا كنتوس

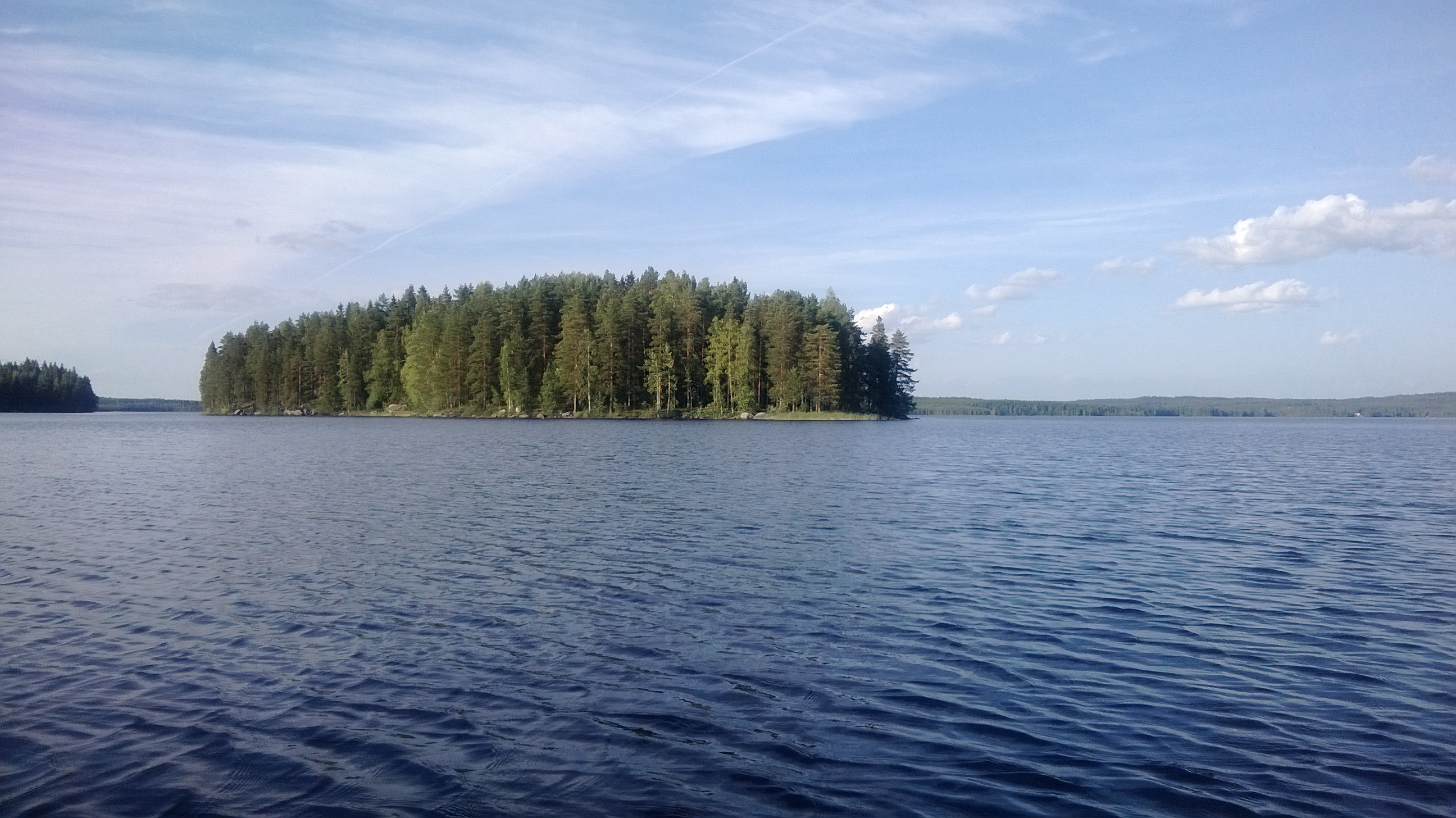
منظر أخر للبحيرة

إيلا كنتوس هي بحيرة صغيرة تقع في فنلندا. وهي تنتمي إلى منطقة مستجمعات المياه الرئيسي كيميجوكي. وهي موجودة في بلدية بيتاجافسي في منطقة فنلندا الوسطى. وهي أيضا. جزء من منطقة مستجمعات المياه جامسا.